# Gabriela Montaño
Montaño  Viaña est un nom espagnol. Le premier nom de famille, en général paternel, est Montaño ; le second, en général maternel, souvent omis, est Viaña.
Pour les articles homonymes, voir Montano.
Gabriela Montaño, née le 2 décembre 1975 à La Paz (Bolivie), est une femme politique bolivienne.
Elle est présidente de la Chambre des sénateurs de Bolivie de 2012 à 2013 et présidente de la Chambre des députés de Bolivie de 2015 à 2018.
En 2012, elle assure la présidence intérimaire de la Bolivie pendant une courte période, devenant ainsi la deuxième femme à occuper cette fonction après Lidia Gueiler Tejada. En 2019, elle est nommée ministre de la Santé de l'État plurinational de Bolivie jusqu'à sa démission en novembre de la même année.

## Biographie

### Études et formations
Gabriela Montaño est née le 2 décembre 1975 dans la ville de La Paz. Durant son enfance, sa famille s'est installée dans la ville de Santa Cruz de la Sierra. Gabriela a vécu son enfance et son adolescence dans cette ville, où elle a terminé ses études secondaires en 1993 à l'école allemande.
Toujours au cours de sa jeunesse, elle retourne dans sa ville natale pour poursuivre ses études supérieures. En 1994, elle fait son entrée à l'école de médecine de l'université Nuestra Señora de La Paz (en), où elle a obtenu son diplôme en 2002. Elle a ensuite obtenu une maîtrise en santé publique. Elle épouse Fabián Restivo, un citoyen argentin, avec qui elle a eu deux filles.

### Carrière politique
Sous la présidence d'Evo Morales, Montaño est nommé représentante du président à Santa Cruz de la Sierra. Lors des élections générales de 2009, elle est élue sénatrice du département de Santa Cruz, pour la période 2010-2015, et a également été nommée présidente de cette chambre. En 2012, en l'absence du président Evo Morales et du vice-président Álvaro García Linera, Montaño devient temporairement présidente de l'État plurinational de Bolivie, c'est la deuxième femme de l'histoire du pays à exercer cette fonction après Lidia Gueiler Tejada.
Lors des élections générales de 2014, elle est élue députée pour le département de Santa Cruz et, en janvier 2015, elle prête serment comme présidente de la Chambre des députés de l'Assemblée législative plurinationale (abrégée en ALP) pour la période 2015-2020. Durant cette période, elle est l'une des principales forces motrices de l'expansion des bases légales de l'avortement, ainsi que de la loi sur l'identité de genre, une loi qui a placé la Bolivie au premier plan de la législation internationale pour protéger les droits des collectifs LGBT. Montaño se déclare féministe et anti-impérialiste. Elle a été invitée et intervient régulièrement lors de forums et conférences dans différentes parties du monde.
Le 23 janvier 2019, elle est assermentée ministre de la Santé de l'État plurinational de Bolivie dans un contexte de manifestations s'opposant à elle. En novembre 2019, elle s'enfuit au Mexique avec l'ancien président Evo Morales pendant la crise qui a conduit à sa démission.